# Savageland
Savageland (Tierra Salvaje) es una película de terror estadounidense de 2015 escrita y codirigida por Phil Guidry, Simon Herbert y David Whelan, en el formato de un documental, sobre una masacre en un pueblo fronterizo entre Estados Unidos y México que deja a todos los habitantes muertos, con la excepción de un trabajador al que terminan acusando de haberla cometido.

## Sinopsis
En la noche del 2 de junio de 2011, el pueblo fronterizo de Sangre de Cristo, Arizona, fue asediado por un incidente desconocido que resultó en la espantosa aniquilación de la población de 57 habitantes de la localidad. La policía apresó al único superviviente del hecho: Francisco Salazar, vecino del pueblo que hacía trabajos domésticos de albañilería y carpintería, además de fotógrafo aficionado. Debido a que él también es descrito como un inmigrante ilegal de México, está etiquetado como el principal sospechoso de los asesinatos.
El documental muestra las entrevistas de los familiares de Salazar, así como de algunos parientes de los residentes fallecidos y de ciertos habitantes del pueblo cercano de Hizman. Algunos manifiestan que no creen en la versión oficial que explique porqué sus parientes fallecieron, y tienen pensamientos contradictorios acerca del hecho de que Francisco haya cometido él solo este horrible acto. Sin embargo, como se muestra en nueva evidencia encontrada posteriormente, Salazar tomó varias fotos de esa noche con su cámara, sacando a la luz el destino espantoso y de pesadilla de los vecinos de la nefasta localidad.

## Elenco
- Noe Montes como Francisco Salazar
- Mónica Davis como Mónica Romas
- Edward L. Green como Gus Greer
- Patrick Pedraza como Patrick Ventura
- VaLynn Rain como Grace Putnam
- Lawrence Ross como Lawrence Ross
- David Saucedo como David Castillo
- George Lionel Savage como Sheriff John Parano
- Jason Stewart como el abogado Greg Daubman
- Len Wein como Len Matheson

## Recepción
La película recibió mayoritariamente críticas positivas. 
Roger Maléspin del portal Cryptic Rock reportó: «Savageland tiene un buen ritmo y, en general, toma las decisiones correctas. Al no dejar que el público se entere de algo que los propios personajes desconocen, se evita el defecto tan común en las películas de matar el elemento sorpresa mostrando demasiado... La película hace un trabajo sólido de equilibrio de una narrativa compleja y ofrece algunos momentos verdaderamente aterradores». Calificación de 4/5.
Viri Garcia de The Cornell Daily Sun, destacó el notable elemento de crítica social del filme al abordar el tema de la inmigración ilegal: «El clima político actual de nuestra nación hace que Savageland sea inquietantemente relevante, ya que a lo largo de la película se estereotipa a los mexicanos y se dice que "glorifican la muerte... porque es lo único que tienen que esperar". Los residentes no mexicanos de la zona que rodea Sangre de Cristo afirman que no pueden pronunciar el nombre del pueblo y lo llaman simplemente "Savageland", porque está habitado en su mayoría por inmigrantes mexicanos "salvajes"».
Escribiendo para Bloody Disgusting, Mike Wilson elogió la película: «Maravillosamente ejecutada, con un gran montaje y una excelente actuación en general, Savageland no sólo funciona como un gran falso documental, sino que también hace un comentario social que lo hace aún más real y aterrador. Una recomendación definitiva para los fans del género, y para aquellos a los que les gusten las películas que dan en el clavo en su mensaje». 